# Aura Kingdom
Aura Kingdom, in Taiwan und Hongkong unter dem Titel Fantasy Frontier Online (chinesisch 幻想神域) und in Japan als Innocent World veröffentlicht, ist ein Computerspiel des taiwanesischen Spieleentwicklers X-Legend. Aura Kingdom wurde im Juli 2014 vom Spieleverlag Aeria Games für den westlichen Markt veröffentlicht.

## Hintergrund
Die Grafik in Aura Kingdom ähnelt der von Aeria Games bekannten, von Animes inspirierten Massively Multiplayer Online Games: Grand Fantasia und Eden Eternal. Die geschlossene Betatestphase für Aura Kingdom begann am 1. Juni 2014. Der öffentliche Betatest begann am 24. Juni 2014.

## Klassen
In Aura Kingdom können derzeit folgende siebzehn unterschiedliche Klassen gespielt werden: Paladin (Schildset), Derwisch (Dolche), Berserker (Axt), Magus (Stab), Orakel (Foliant), Barde (Lyra), Kanonier (Kanone), Desperado (Pistolen), Nayar (Katar), Waldläufer (Bogen), Samurai (Katana), Nekromane (Sense), Kreuzritter (Großschwert), Ninja (Shuriken), Lancer (Kampflanze), Rockstar (Gitarre), wobei die für diese Klasse aktuell erst für Accounts freigeschaltet ist, welche bereits einen Charakter auf der Awakening Stufe 1 (lvl s1 oder 101) oder höher haben und Sternenrufer(Drachenpuppe).

## Besonderheiten
Gegenüber dem üblichen MMORPG hebt sich Aura Kingdom durch einige Besonderheiten hervor. So kann der Spieler ingame Berufe erlernen, ein Beispiel dabei wäre das Angeln, welches Angelrüstung erfordert und auch ein gewisses Geschick des Spielers. Auch kann der Spieler sich im Sammeln, Kochen und der Archäologie versuchen und in diesen Bereichen durch Fleiß und Geduld viele Titel und Boni erspielen. Ebenfalls eine Besonderheit ist das Card-Battle-System, in welchem der Spieler ein Deck aus 5 Karten erstellt und sich mit anderen Spielern oder gegen NPCs behaupten muss. NPCs lassen hierfür manchmal Karten von sich selbst oder Monstern aus dem entsprechenden Gebiet fallen, insgesamt gibt es bisher über 300 unterschiedliche Karten. Der Spieler kann sein Deck beliebig aus seinen eigenen Karten zusammenstellen, solange er folgende Regeln befolgt:
- Es darf nur eine goldene Karte im Deck enthalten sein (5 Sterne).
- Es dürfen nur zwei orange Karten im Deck enthalten sein (4 Sterne).
- Der Rest kann beliebig mit 1 bis 3 Sterne-Karten aufgefüllt werden.

Die Karten haben selbst ein bestimmtes Startlevel und können beliebig bis auf LvL 100 steigen, teilweise werden bestimmte Fertigkeiten der Karten erst mit Erreichen des Levels freigeschaltet, bisher sind diese Grenzen bei Level 40 und 60. Bei Eidolon-Karten, bringt Level 60 jeweils einen Titel in Form von ‚„Name des Eidolon“-Verehrer‘.

## Kritik und Rezeption
Das Portal Games in Asia bewertete das Spiel mit 6,1 von 10 Punkten und hob vor allem die überzeugende Handlung, das ausgereifte Design der Spielfiguren im Anime-Stil und die beeindruckende Grafik hervor. Als Schwachpunkte wurden fehlende Dungeons, Wiederholungen und wenig herausfordernde Spielsituationen genannt.